# Список умерших в 1306 году
В этой статье представлен список известных людей, умерших в 1306 году.

## Январь
- 23 января — Пьер де Бенаис[фр.] — епископ Байё (1276—1306)

## Февраль
- 10 февраля:
  - Джон Комин III Рыжий — лорд Баденох (1302—1306), убит будущим королём Шотландии Робертом I в клановой борьбе;
  - Роберт Комин, шотландский аристократ;
  - Торгильс Кнутссон — представитель одной из наиболее могущественных шведских фамилий; был маршалом в последние годы правления короля Магнуса Ладулоса и после его смерти управлял государством от имени малолетнего короля Биргера Магнуссона. Казнён.

## Март
- 5 марта — Ото III — граф Равенсберга (1249—1306)
- 21 марта — Роберт II — герцог Бургундии (с 1272), титулярный король Фессалоник (1273—1305), третий сын Гуго IV, герцога Бургундии, и Иоланды де Дрё.
- Герардо III де Камино — итальянский кондотьер из рода Верхних Камино, капитан-генерал Фельтре и Беллуно, капитан-генерал Тревизо (с 1283), персонаж «Божественной комедии» Данте.

## Апрель
- 6 апреля — Гильом де Флавакур[фр.] — архиепископ Руана (1276—1306)

## Май
- 5 мая — Константин Палеолог — византийский принц и военачальник, сын Михаила VIII Палеолога, умер в монастыре.
- 7 мая — Пшемыслав Рацибужский — князь Рацибужский (1290—1306).
- 16 мая — Стефан II — граф Сансера (1280—1306), последний французский сеньор, чеканивший свою монету.
- 29 мая — Пьер де Морне[фр.] — епископ Орлеана (1288—1296), епископ Осера (1295—1306)

## Июнь
- 1 июня — Брайан Фицалан[англ.] — английский дворянин, член регентского совета Шотландии (1191—1192)
- 6 июня — Пьер де Негрел[фр.] — епископ Рьеза (1288—1306)

## Июль
- Алдеберт де Пьер[фр.] — епископ Вивье (1297—1306)

## Август
- 4 августа — Вацлав III (16) — король Венгрии (с 1301—1305) (под именем Ласло V), король Чехии (с 1305) (под именем Вацлава III), князь Польши (c 1305) (под именем Вацлава III), последний мужчина из главной ветви рода Пржемысловичей. Убит.

## Сентябрь
- 4 сентября — Пьер Арнод[фр.] — французский кардинал-священник de S. Stefano al Monte Celio
- 12 сентября — Генрих II фон Клингенберг— епископ Констанца (1293—1306)
- 22 сентября — Иоанн Парижский — учёный богослов-схоластик, из ордена доминиканцев.
- Найджел де Брюс[англ.] — участник войны за независимость Шотландии, младший брат короля Роберта I, казнён англичанами.
- Саймон Фрезер[англ.] — участник войны за независимость Шотландии, один из командующих шотландской армии в битве под Рослином (1303), казнён англичанами.

## Октябрь
- 17 октября — Ричард де Ферингс[англ.] — архиепископ Дублина (1299—1306)

## Ноябрь
- 7 ноября — Джон де Стрэтбог — граф Атолл (мормэр) (1270—1306), юстициарий Шотландии, казнён англичанами.
- 18 ноября — Гизелберт фон Брункхорст[нем.] — архиепископ Бремена (1273—1306)

## Декабрь
- 6 декабря — Роджер Биго, 5-й граф Норфолк — граф Норфолк (1270—1306), граф-маршал (1269—1306), последний представитель аристократического рода Биго
- 7 декабря — Теодорико Раньери[итал.] — архиепископ Пизы и примат Корсики и Сардинии (1295—1299), кардинал Santa Croce in Gerusalemme (1299), кардинал-епископ Палестрины (1299—1306), камерленго (1300—1306)
- 12 декабря — Конрад Оффидский[англ.] — святой римско-католической церкви.
- 20 декабря — Фридрих I фон Лихтенберг[нем.] — епископ Страсбурга (1299—1306)
- 25 декабря:
  - Верда Салиццоле[итал.] — сеньора-консорт Вероны (1277—1301), жена Альберто I делла Скала;
  - Якопоне да Тоди — итальянский религиозный поэт, монах-францисканец, святой римско-католической церкви.

## Дата неизвестна или требует уточнения
- Абба-Мари, провансальский раввин, вождь консервативной оппозиции против рационализма последователей Маймонида.
- Альваро Каррилло[исп.] — епископ Паленсии (1297—1306)
- Анджелло Скарпетти[итал.] — святой римско-католической церкви.
- Анико — китайский архитектор, скульптор и художник непальского происхождения.
- Ан Хян[англ.] — корейский религиозный деятель, основатель неоконфуцианства в Корее.
- Бо Пу — китайский драматург (в жанре «цзацзюй») и поэт (в жанрах «цы» и «цюй»). Дата смерти предположительна
- Ги II де Коль Медьо[фр.] — епископ Камбре (1296—1306), архиепископ Салерно (1306).
- Констанца делла Скала — маркиза-консорт Феррары (1289—1293), жена Обиццо II д’Эсте.
- Дэн Му, китайский философ, независимый социальный мыслитель.
- Иоанн Парижский, учёный богослов-схоластик из ордена доминиканцев.
- Константин Романович — князь пронский (1294—1299), князь рязанский (1299—1306), убит по приказу Юрия Даниловича.
- Кристофер Сетон[англ.] — шотландский дворянин, участник борьбы за независимость Шотландии, казнён англичанами.
- Ланфранк Миланский — итальянский и французский хирург
- Манфред[англ.] — епископ Печа (1306)
- Масуччо Примо[англ.] — итальянский архитектор и скульптор.
- Ос-Багатар II, аланский вождь или последний царь, известный из осетинского фольклора и грузинских письменных источников.
- Ричард Падликот[англ.] — английский грабитель, ограбивший сокровищницу Эдуарда I
- Роберт де Бергерш — лорд хранитель пяти портов (1299—1306), первый барон Бергерш (1303—1306)
- Робин[англ.] — последний граф Исенберг-Коверн (1272—1306)
- Симон де Фавершам[англ.] — канцлер Оксфордского университета (1304—1306)
- Сицзянь Цзытань — китайский буддийский монах в Японии, участник подъёма дзэн-буддизма в период Камакура.
- Хутулун, дочь Хайду, монгольского правителя в Средней Азии.
- Ян I из Михаловиц, чешский феодал, основатель дворянского рода панов из Михаловиц, высочайший чашник Чешского королевства.

| ← в 1305 году | Список умерших в 1306 году | в 1307 году → |